# JR野江站
JR野江站（日语：／ Jeiāru-noe eki */?）是一個位於日本大阪府大阪市城東區野江，屬於西日本旅客鐵道（JR西日本）大阪東線的鐵路車站。車站編號是JR-F06。

## 歷史
- 2018年（平成30年）7月24日：站名決定為「JR野江站」[2]。臨時站名為「野江站」，為了與接續的京阪野江站區別，而冠以「JR」字樣[2]。
- 2019年（平成31年）3月16日：大阪東線全線開通，開業[2]。

## 車站構造

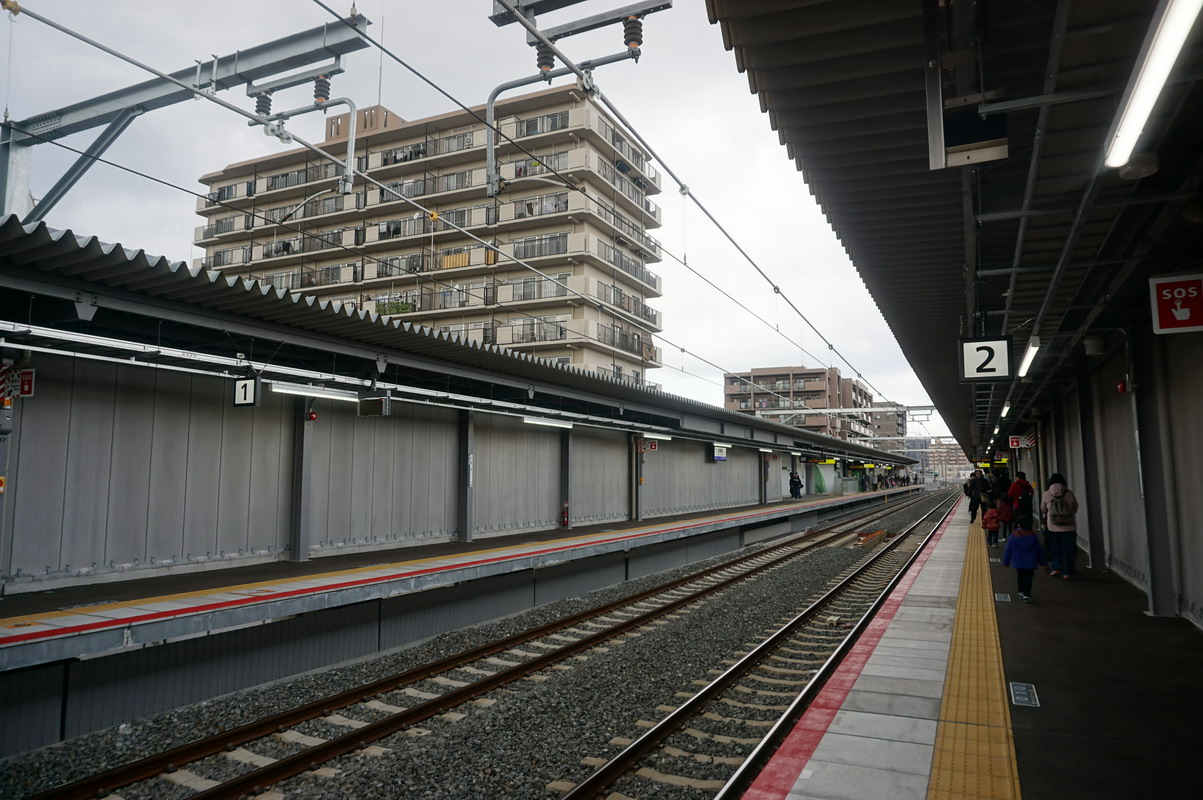
月台

對向式月台2面2線的高架車站，可對應8節編組。各月台設有升降機1座，扶手電梯各月台2座（上下）共計4座。
不設置綠窗口，只設置綠色售票機。

### 月台配置
| 月台 | 路線     | 目的地           |
| ---- | -------- | ---------------- |
| 1    | 大阪東線 | 新大阪方向       |
| 2    | 大阪東線 | 放出、久寶寺方向 |

## 相鄰車站
西日本旅客鐵道
 大阪東線
■直通快速
通過
■普通
城北公園通（JR-F05）－JR野江（JR-F06）－鴫野（JR-F07）

## 外部連結
- JR野江｜車站資訊：JR出門網 - 西日本旅客鐵道